# 152-мм гаубица М-45
152-мм гаубица М-45 — советская опытная буксируемая гаубица корпусной артиллерии. Была создана в специальном конструкторском бюро Пермского машиностроительного завода имени Ленина.

## История создания
Технический проект новой корпусной гаубицы был разработан и представлен в ГАУ в конце 1946 года. После рассмотрения проекта конструкторскому бюро было предложено разработать дуплекс на едином доработанном лафете. Дуплекс должен был состоять из 152-мм гаубицы М-45 и 122-мм пушки М-44 с баллистикой 122-мм пушки А-19. По указанным замечаниям были проведены доработки, после чего 21 июня 1947 года проект повторно был выслан в ГАУ, где был утверждён. С августа 1947 года был начат этап выпуска рабочей конструкторской документации. В начале 1948 года приказом ГАУ были прекращены работы по 122-мм пушке М-44, однако по гаубице М-45 работы были продолжены и в марте 1948 года, Завод №172 приступил к изготовлению опытного образца. К августу первый опытный образец М-45 был готов и направлен на заводские испытания. В ходе пробеговых испытаний после 500 км на лафете образовались трещины. Для устранения замечаний заводом был изготовлен новый лафет. Для отработки боекомплекта, заводом была изготовлена баллистическая установка, состоявшая из ствола БУ-45 и лафета 152-мм гаубицы-пушки МЛ-20. Баллистическая установка была отправлена на Гороховецкий артиллерийский полигон. 21 октября 1948 года гаубица М-45 была отправлена на полигонные испытания на Ржевский полигон. В ходе стрельб были отмечены подпрыгивания гаубицы на высоту от 90 до 110 мм, при стрельбе на углах вертикального наведения до +5°. После прохождения испытаний работы по гаубице М-45 были закрыты.

## Описание конструкции
Конструкция ствольно-затворной группы гаубицы М-45 представляла собой ствол-моноблок, на дульном срезе которого устанавливался дульный тормоз эффективностью 32%. В рукоятке горизонтально-клинового затвора размещалась полуавтоматика. Высота линии огня составляла 1200 мм. Откат переменный и (в зависимости от угла вертикального наведения) составлял от 900 до 1250 мм. Рукоятки механизмов вертикального и горизонтального наведения обладали сравнительно небольшой силой, благодаря чему удалось достичь высоких скоростей наведения орудия.